# Klawdija Iwanowna Nikolajewa
Klawdija Iwanowna Nikolajewa (russisch Клавдия Ивановна Николаева; * 1893 in Sankt Petersburg; † 28. Dezember 1944 in Moskau) war eine russische Revolutionärin und Frauenrechtlerin.
Die Buchbinderin Nikolajewa schloss sich bereits 1909 den Bolschewiki an. 1917 wurde sie Redakteurin der Zeitschrift Rabotniza (Die Arbeiterin). Nach der Oktoberrevolution übernahm sie hohe Parteiämter. Ihr wurde unter anderem der Leninorden verliehen. Sie war Mitglied der Linken Opposition gegen den Stalinismus, kapitulierte jedoch im Februar 1927.
Klawdija Nikolajewa starb 1944 in Moskau. Ihre Urne wurde in der Nekropole an der Kremlmauer beigesetzt.